# Neotroglocarcinus dawydoffi
Neotroglocarcinus dawydoffi är en kräftdjursart som först beskrevs av Antoinette Fize och Serene 1955.  Neotroglocarcinus dawydoffi ingår i släktet Neotroglocarcinus och familjen Cryptochiridae. Inga underarter finns listade i Catalogue of Life.